# Ilana Shmueli

Ilana Shmueli, née le 7 mars 1924 et morte le 11 novembre 2011, est une poétesse israélienne d'expression allemande.

## Biographie
Ilana Shmueli est née Liane Josephine Schindler le 7 mars 1924 à Tchernivtsi, qui se trouvait à cette époque en Roumanie, aujourd'hui en Ukraine. Son père, Michael Schindler, est originaire de Bucovine, mais avait étudié l'ingénierie à Vienne et s'est marié à une Viennoise, avant de revenir dans sa terre natale fonder une entreprise de fabrication de meubles. La famille était plutôt aisée, son père impliqué dans des mouvements sionistes et président du club de football. Liane et sa sœur communiquaient en allemand, mais apprirent en plus le roumain, le latin, le français, l'hébreu et l'anglais, à l'école roumaine jusqu'en 1940. Puis vient l'occupation russe en 1940-41, où elle intégrèrent l'école yiddish. Michael Schindler, considéré comme sioniste et capitaliste, vit ses biens saisis. Leur situation se dégrade avec l'entrée des forces germano-roumaines : ils vivent dans un ghetto, dans la crainte des déportations qui se multiplient. Elle se lie avec Paul Antschel, le futur Paul Celan, fréquente des cercles littéraires interdits, se promene avec lui dans le Volksgarten interdit, sans étoile jaune. La sœur de Liane et sa meilleure amie se suicident à la même époque. En 1944, elle parvient à fuir avec ses parents : ils prennent un bateau bulgare à Constanța pour Istanbul et à partir de là, ils émigrent en Palestine mandataire.
Ilana étudie la musique à Tel Aviv et travaille en tant que secrétaire dans son école, puis la criminologie et les sciences sociales. Elle se marie en 1953 avec le musicologue Herzl Shmueli, en 1956, ils ont une fille. Elle est responsable de la formation des assistants sociaux spécialisés dans l'aide aux jeunes délinquants jusqu'à sa retraite, et organise aussi des cours pour les immigrés russes. Elle ne commence à écrire qu'à partir de 1984, des poèmes en allemand et en hébreu, des souvenirs de son enfance à Tchernivtsi et de Paul Celan, qui paraissent au départ isolément dans des revues littéraires. Elle a aussi traduit des œuvres de l'hébreu en allemand. En 2009, elle obtint, avec Josef Burg, le prix Theodor Kramer pour l'écriture en exil et résistance.
Ilana Shmueli est aussi connue pour avoir été le dernier amour de Paul Celan, qu'elle retrouve à Paris en septembre 1965. En 1967, le poète se fit interner et se sépara de sa femme et de son fils. En 1969, Ilana lui montra Jérusalem, puis au début de l'année 1970, elle était avec lui à Paris, mais ne put empêcher son suicide en avril. 
Après la mort de son époux en 2001, Ilana Shmueli s'installa à Jérusalem et publie plusieurs livres dont Sag, daß Jerusalem ist, d'abord en hébreu puis en allemand, avec des souvenirs de Paul Celan (2000), puis des souvenirs autobiographiques et un recueil de poèmes. Ilana Shmueli mourut le 11 novembre 2011 à Jérusalem.

## Œuvre
Une culture particulière s'est formée à Tchernivtsi au début du vingtième siècle : la minorité juive, qui utilisait largement la langue allemande comme vecteur de communication, sentant son annihilation approcher, s'est attachée à la création littéraire, en particulier à la poésie. Paul Celan fut une figure centrale de cette scène littéraire, Ilana Shmueli s'est en partie inspirée de son œuvre, d'un hermétisme assez proche du sien. Il est cependant à noter que cette influence semble avoir été au moins en partie réciproque : ainsi le séjour de Celan en octobre 1969 à Jérusalem a fortement inspiré les dernières œuvres du poète. Dans certains de ses poèmes, Celan reprend en effet des mots, voire des phrases, des lettres d'Ilana Shmueli. La question de la langue, déjà difficile chez Celan, a revêtu une importance particulière chez Shmueli, qui est finalement revenue à l'allemand, bien qu'elle ait reconnu ne se sentir « dans aucune langue à la maison », sentiment qu'elle rattache à la question israélienne des racines culturelles, indiciblement problématiques selon elle.

## Publications
- Schotter unter der Zunge, Tel Aviv, 1996
- Paul Celan et Ilana Shmueli, Briefwechsel, correspondance, Suhrkamp, Francfort, 2004.
- Ein Kind aus guter Familie. Czernowitz 1924–1944, souvenirs autobiographiques, Rimbaud, Aix-la-Chapelle, 2006.
- Fragmentos de una época, Arcadia, Barcelone, 2007, multilingue.
- Zwischen dem Jetzt und dem Jetzt, poésies, Rimbaud, Aix-la-Chapelle, 2007.
- Zeitläufe – ein Brief, Rimbaud, Aix-la-Chapelle, 2009.
- Sag, daß Jerusalem ist, sur Paul Celan, Rimbaud, Aix-la-Chapelle, 2010, réédition, première édition en 2000 à Eggingen.
- Leben im Entwurf, poésies posthumes, Rimbaud, Aix-la-Chapelle, 2012.

Plusieurs œuvres ont été traduites en français, notamment la correspondance avec Celan en 2006, anglais ou italien.